# Raffaele Sammarco
Raffaele Sammarco (Varapodio, 14 ottobre 1866 – Reggio Calabria, 8 giugno 1931) è stato uno scrittore, poeta e insegnante italiano.

## Biografia
Lasciato il seminario di Oppido Mamertina, nel 1884, si trasferisce a Monteleone, l'odierna Vibo Valentia, per l'esame di licenza ginnasiale conseguendo successivamente, nel 1886, la licenza liceale a Reggio Calabria.
Nel 1888 inizia il servizio militare, a Napoli, a Verona ed a Roma congedandosi nel 1891 con il grado di sottotenente. Spera di restare nella capitale per la pubblicazione di un settimanale letterario-umanistico, La macchietta, che però, non ha i risultati sperati.
Poco dopo si trasferisce a Messina e si iscrive alla facoltà di giurisprudenza. Nella vita universitaria scrive e recita versi; fonda l'Associazione Universitaria, promuove gare e vi partecipa.
Nell'ottobre del 1894 è chiamato come redattore capo della Gazzetta di Messina e delle Calabrie.
Nel 1895 sostiene in un'unica sessione 16 esami e svolge la tesi. Indossata la toga, difende la prima ed unica causa in Corte d'assise.
Si iscrive quindi alla facoltà di lettere  e consegue la laurea nel 1897. Giovanni Pascoli, docente in quella università, lo nomina come "il forte e pensoso Sammarco".
Conferenziere in teatri e piazze, con Lorenzo Mandalari e Vittorio Visalli fonda l'"Associazione Pro Calabria" che ha i suoi centri direttivi a Roma, Catanzaro e Cosenza e nei maggiori centri delle tre provincie, e che propugna un programma per la «redenzione della regione».
Lasciata la Gazzetta, fonda e dirige il quotidiano L'avvenire di Sicilia e delle Calabrie, che è soltanto al secondo numero quando sopraggiunge la devastazione del terremoto di Messina del 28 dicembre 1908. Sammarco sostiene il diritto alla ricostruzione ed alla rinascita e ritorna alla Gazzetta.
Nella società di Storia Patria, nell'Associazione della Stampa e come corrispondente de Il Giornale d'Italia e collaboratore di periodici e riviste, esalta la terra natia nelle sue risorse e nelle sue possibilità e ne promuove la valorizzazione nei suoi articoli pubblicati su quotidiani e riviste di storia e di letteratura.
Nel 1913 vince un concorso per insegnare lettere all'Istituto Tecnico di Trapani, nel 1915 torna a Reggio da dove non si muove più fino alla morte se non per una parentesi romana nel 1922 come segretario del Ministro delle Poste e Telegrafi Luigi Fulci nel Governo Facta II. Nel 1925 entra a far parte della fondazione "Diego Vitrioli" e del consiglio dei Probiviri. Nel 1928 scrive l'introduzione dell'opera di Giuseppe Kohler Il diritto nella evoluzione creatrice della civiltà.
Due episodi narrati da Nicola Giunta ci danno un'idea del carattere di Sammarco: un suo alunno aveva riportato durante gli esami di licenza un voto scarso nel compito d'italiano e per questo motivo i suoi colleghi avevano deciso di bocciarlo, ma la famiglia del ragazzo non poteva più mantenerlo e sperava in Sammarco per ottenere un aiuto; questi lesse allora ai propri colleghi il tema del ragazzo, nel quale era descritta la misera vita familiare, con un tale trasporto che i colleghi commossi non poterono far altro che promuovere il ragazzo. Un'altra volta trovandosi a Reggio Calabria, venne apostrofato da un gerarca locale che gli disse: "Professore, finalmente l'Italia è nostra"; al che Sammarco replicò: "L'Italia è di tutti".

## Opere
- Carmina, 1929, raccolta di versi in latino, Editrice Vitalone Reggio Calabria
- Poesie, edizioni Febea Reggio Calabria 1956, prefazione di Nicola Giunta raccolta di sue poesie pubblicate su periodici e giornali dell'epoca, curate dal fratello Giovan Francesco Sammarco dopo la sua morte.